# إذخر خفي
إذخر خفي (الاسم العلمي:Cymbopogon clandestinus) هو نوع من النباتات يتبع جنس الإذخر من الفصيلة النجيلية.